# Skerlecz Iván

Báró dr. lomniczai Skerlecz Iván (szül: "János Imre Mária") (Oroszló, Baranya vármegye, 1873. július 31. – Budapest, 1951. január 12.), jogász, Horvát-Szlavon-Dalmátország bánja, főrendiházi tag. 

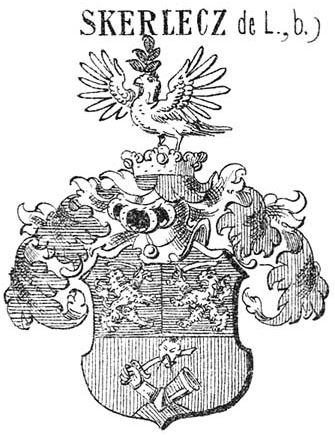
A lomniczai Skerlecz család bárói címere (a Siebmacher féle könyvből)

## Élete
Az ősrégi dunántúli római katolikus lomniczai Skerlecz család bárói ágának sarja. Apja, báró lomniczai Skerlecz Károly (1836–1901), Baranya vármegyei főszolgabíró, miniszteri tanácsos, Horvát-Szlavon-Dalmátország pénzügyi igazgatója, anyja, báró hrabovai Hrabovszky Sarolta (1850–1931) volt. Apai nagyszülei báró lomniczai Skerlecz Károly (1793–1863), császári és királyi kamarás, aki 1857. augusztus 22.-én kapott bárói címet,  és Resz Malvina (1804-1875) voltak. Anyai nagyszülei báró hrabovai Hrabovszky János (1777-1852) altábornagy, Horvátország és Szlavónia katonai parancsnoka, és klobusiczi és homoroghi Klobusiczky Izabella (1824-1905) voltak.
Jogi tanulmányait Pécsen és Budapesten végezte. 1896-tól, 23 évesen, állami szolgálatban állt miniszterelnökség fogalmazó gyakornokként. 1911-től a miniszterelnökségen miniszteri tanácsos. 1913-ban a király nevében horvát– és szlavóniai királyi biztossá nevezte ki gróf Tisza István miniszterelnök. Augusztus 6-án merényletet kísérelnek meg ellene Zágrábban. Revolverrel bal vállon lőtték. 1913. november 27.-től Horvát-Szlavon-Dalmátország bánja lett; 1917. június 29.-én lemondott erről a méltóságról amikor Tisza István gróf lekerült a hatalomról. Ezek után a politikai élettől visszavonult.

## Házassága
Budapesten, 1918. december 21.-én feleségül vette az elvált gelsei és beliscsei báró Gutmann Lilly Amália (1882–1954) asszonyt, báró dr. madarasi Madarassy-Beck Gyula (1873-1939) volt feleségét, akinek a szülei gelsei és beliscsei báró Gutmann Vilmos (1847–1921), nagyiparos, és megyeri Krausz Rozália (1859-1932) voltak. Mivel a házasságból nem született gyermeke, és ő volt a családja utolsó férfi tagja, vele kihalt a lomniczai báró Skerlecz család.